# Манданичи
Манданичи (итал. Mandanici) је насеље у Италији у округу Месина, региону Сицилија.
Према процени из 2011. у насељу је живело 585 становника. Насеље се налази на надморској висини од 415 м.

## Становништво
Према резултатима пописа становништва 2011. у општини је живело 629 становника.
| 1936. | 1951. | 1961. | 1971. | 1981. | 1991. | 2001. | 2011. |
| ----- | ----- | ----- | ----- | ----- | ----- | ----- | ----- |
| 1.417 | 1.339 | 1.188 | 1.040 | 932   | 843   | 761   | 629   |